# Pyrgauchenia cornuta
Pyrgauchenia cornuta är en insektsart som beskrevs av Goding 1930. Pyrgauchenia cornuta ingår i släktet Pyrgauchenia och familjen hornstritar. Inga underarter finns listade i Catalogue of Life.